# (87) Sylvia
(87) Sylvia – planetoida należąca do zewnętrznej części pasa głównego.

## Odkrycie i nazwa
Została odkryta 16 maja 1866 roku w Madras Observatory (Madras) przez Normana Pogsona. Nazwana została na cześć Rei Sylwii, mitologicznej matki założycieli Rzymu – Remusa i Romulusa.

## Orbita i właściwości fizyczne
Sylvia obiega Słońce w czasie 6 lat i 185 dni, w średniej odległości 3,49 au. Peryhelium znajduje się w odległości 3,20 au, a aphelium 3,77 au. Planetoida ma nieregularny kształt i wielkość 385 × 265 × 230 ± 10 km. Ma małą średnią gęstość – 1,2 g/cm³ (nieco więcej niż woda). Obraca się wokół własnej osi raz na niewiele ponad 5 godzin. Jej średnia temperatura powierzchniowa sięga ~151 K.

## Naturalne satelity

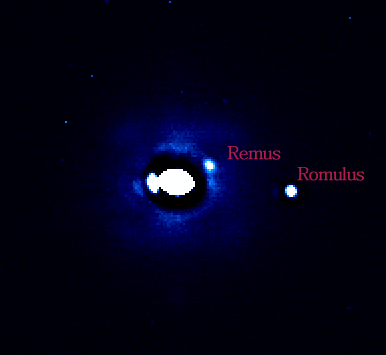
Planetoida (87) Sylvia z księżycami

Sylvia ma dwa księżyce, które nazwano Romulus oraz Remus.
Jest to pierwszy odkryty układ potrójny planetoid.